# Heresiarches bonthainensis
Heresiarches bonthainensis är en stekelart som beskrevs av Heinrich 1934. Heresiarches bonthainensis ingår i släktet Heresiarches och familjen brokparasitsteklar. Inga underarter finns listade i Catalogue of Life.